# Läunsbach
Der Läunsbach ist ein 5,4 km langer linker und südöstlicher Zufluss des Niddastausees.

## Name
Der Läunsbach wird erstmals im Jahr 1016 in der Markbeschreibung der Kirche zu Wingershausen als Magesbah genannt.

## Geographie

### Verlauf
Der Läunsbach entspringt in der Molschbach (Gemarkung Eschenrod) südöstlich der Stadt Schotten im Vogelsbergkreis. Er mündet nördlich von Schotten-Rainrod in den Niddastausee. 

### Flusssystem Nidda
- Fließgewässer im Flusssystem Nidda